# Три обличчя
«Три обличчя» (перс. سه چهره / Se rokh) — іранський драматичний фільм 2018 року, поставлений режисером Джафаром Панагі. Світова прем'єра стрічки відбулася 12 травня 2018 року на 71-му Каннському міжнародному кінофестивалі, де вона брала участь в основній конкурсній програмі.

## Сюжет
У основі сюжету фільму портрети трьох іранських акторок: перша була знаменитою в дореволюційну епоху країни, і їй довелося припинити свою діяльність; друга — популярна зірка, відома сьогодні по всій країні; і третя — молода дівчина, яка тільки збирається стати акторкою, поступає на навчання до драматичної консерваторії.

## У ролях
| • Бехназ Джафарі | … |  |
| • Джафар Панагі  | … |  |
| • Марзієх Резаей | … |  |

## Знімальна група
- Автор сценарію — Джафар Панагі
- Режисер-постановник — Джафар Панагі
- Продюсер — Джафар Панагі
- Оператор — Амін Джафарі
- Монтаж — Мастанех Мохаєр, Панах Панагі
- Художник-постановник — Лейла Нагді Парі

## Нагороди та номінації
| Список нагород та номінацій | Список нагород та номінацій | Список нагород та номінацій | Список нагород та номінацій | Список нагород та номінацій | Список нагород та номінацій |
| Кінофестиваль/Кінопремія    | Рік                         | Категорія                   | Номінант(и)                 | Результат                   | Дж                          |
| --------------------------- | --------------------------- | --------------------------- | --------------------------- | --------------------------- | --------------------------- |
| Каннський кінофестиваль     | травень 2018                | Золота пальмова гілка       | Три обличчя                 | Номінація                   |                             |
| Каннський кінофестиваль     | травень 2018                | Приз за найкращий сценарій  | Джафар Панагі               | Перемога                    | [ 5 ]                       |